# Gelu Vișan
Gelu Vișan (n. 10 noiembrie 1966) este un politician român, membru al Parlamentului României, ales senator în legislatura 2004-2008 pe listele PNL-PD și deputat în legislatura 2008-2012 pe listele PD-L.